# The World of Abbott and Costello
The World of Abbott and Costello este un film de comedie american din 1965. În rolurile principale joacă actorii Bud Abbott și Lou Costello.

## Distribuție
- Bud Abbott
- Lou Costello

## Subiect
Acest film este o compilație de scene din optsprezece filme pe care Abbott și Costello le-au făcut pentru Universal Pictures între 1941 și 1955. Comediantul Jack E. Leonard⁠(d) a oferit narațiunea pentru film, care încorporează scene din următoarele filme:
- Abbott and Costello Go to Mars
- Abbott and Costello in the Foreign Legion
- Abbott and Costello Meet Frankenstein
- Abbott and Costello Meet the Keystone Kops
- Abbott and Costello Meet the Mummy
- Buck Privates
- Buck Privates Come Home
- Comin' Round The Mountain
- Hit The Ice
- In Society
- In The Navy
- The Wistful Widow of Wagon Gap
- Little Giant
- Lost in Alaska
- Mexican Hayride
- The Naughty Nineties
- Ride 'Em Cowboy
- Who Done It?[3]